# 王問臣
王問臣（1525年—？），字正叔，直隸蘇州府長洲縣人，民籍，明朝政治人物。

## 生平
嘉靖二十八年（1549年）己酉科應天鄉試第三十五名舉人，四十一年（1562年）中式壬戌科會試第六十四名，三甲第一百八十五名進士。歷官江西右參議，萬曆六年（1578年）九月升河南副使、清軍兼理兵備馬政。

## 家族
曾祖王擇；祖父王怡；父王明，母陳氏。具慶下。兄王問仁、王問儒、王問沖。